# Знаковито
Знаковито је тротомна књига-зборник дизајнерских радова из области графичког дизајна. Објављена је 2002. као посебан пројекат часописа Квадарт, а у себи садржи радове неколико стотина српских дизајнера, сакупљене у раздобљу од 2001-2002 године (али време настанка радова није ограничено на то раздобље).